# Joe Baidoo-Ansah
Joe Baidoo-Ansah ist ein führender Politiker in Ghana. Er war bis Juli 2007 in der zweiten Amtszeit von Präsident John Agyekum Kufuor Vizeminister im Ministerium für Tourismus und für die Modernisierung der Hauptstadt von Minister Jacob Okanka Obetsebi-Lamptey. Seit dem 23. Juli ist Baidoo-Ansah Minister für Handel, Industrie, Entwicklung des öffentlichen Sektors und Besondere Angelegenheiten des Präsidenten (PSI) im Kabinett von Kufuor als Amtsnachfolger von Alan Kyeremanteng.
Baidoo-Ansah ist Mitglied der New Patriotic Party und Mitglied des ghanaischen Parlaments für den Wahlkreis Effia-Kwesimintsim in der Western Region bei den Wahlen 2000 und 2004.